# Hôtel de la Caisse d'épargne de Melun
L'hôtel de la Caisse d'épargne est un bâtiment de la fin du XIXe siècle situé à Melun, en France. Il est recensé à l'Inventaire général du patrimoine culturel.

## Situation et accès
L'édifice est situé au no 9 de la rue du Miroir, sur le tronçon compris entre la rue du Presbytère et la rue des Boissettes, au nord-ouest du centre-ville de Melun, et plus largement à l'ouest du département de Seine-et-Marne.

## Histoire

### Structures précédentes
À cet emplacement étaient autrefois établies deux maisons particulières. L'une d'elles est l'hôtel dit du Chapeau rouge, construit en 1723 par Nicolas Charlot, puis remanié vers 1810 par Jean-Baptiste Chamblain. Ces immeubles sont rasés pour laisser place à la construction du nouvel édifice.

### Concours
En 1888, un concours pour la construction d'un hôtel de la Caisse d'épargne est ouvert jusqu'au 15 avril. On prévoit alors pour le projet arrivant à la première place une somme de 1500 francs, à la deuxième 800 francs et à la troisième 500 francs. Pour constituer le jury, le maire de la ville, Ernest Bancel, demande à la Société centrale des architectes français de désigner trois architectes. Ainsi, dans sa séance du 23 avril, la Commission des concours publics, sous la présidence de Rolland, délègue Charles Garnier, Édouard Corroyer et Gustave Raulin pour jugement du concours 3 mai de cette même année. Les travaux de ce projet, qui est décidé par les directeurs de la Caisse d'épargne de Melun, sont par la suite mis en adjudication en six lots.

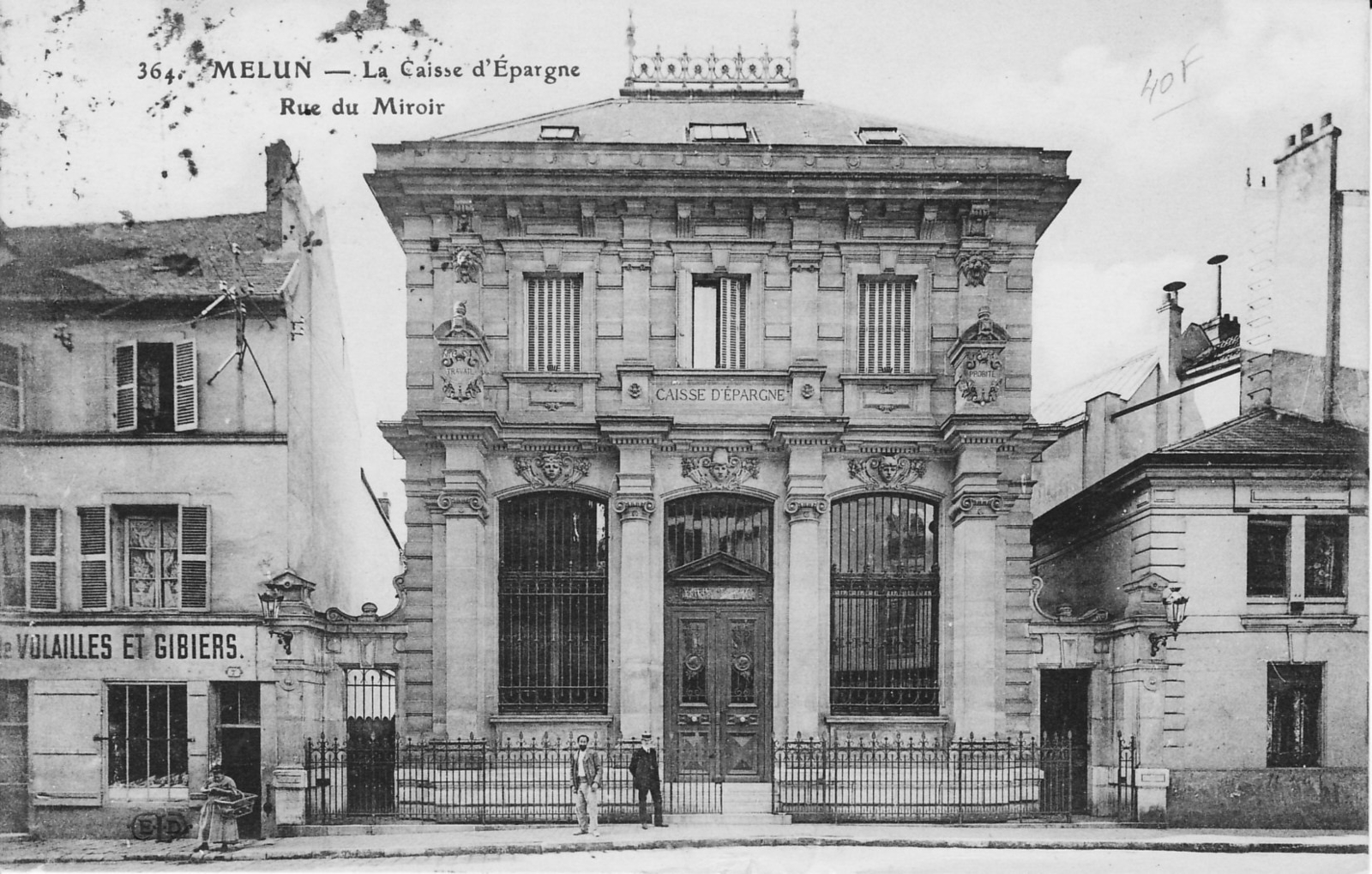
Carte postale ancienne représentant la façade de l'hôtel.

Le premier prix est remporté par les architectes parisiens Henri Pronier et Pierre Harant,. Parmi les participants ayant soumis un projet non retenu, on retrouve Alphonse Richardière, Louis Calinaud ou encore Léon Majoux (qui devient l'auteur d'un bâtiment des archives dans l'hôtel du département, quelques années plus tard),.

### Construction et aménagements ultérieurs
L'édifice est finalement élevé sur les plans de Harant et Rouvier en 1888. Depuis, la façade a été en grande partie conservée en dépit de la modification des baies du rez-de-chaussée et la disparition de certains éléments ; l'intérieur a été complètement réaménagé.

## Structure
Trois travées composent la façade principal, avec un accès central. Des pilastres d'ordre ionique et des mascarons (dont celui de droite représente Mercure) viennent décorer cette façade sur laquelle on retrouve l'inscription « CAISSE D’ÉPARGNE ».

Détails architecturaux
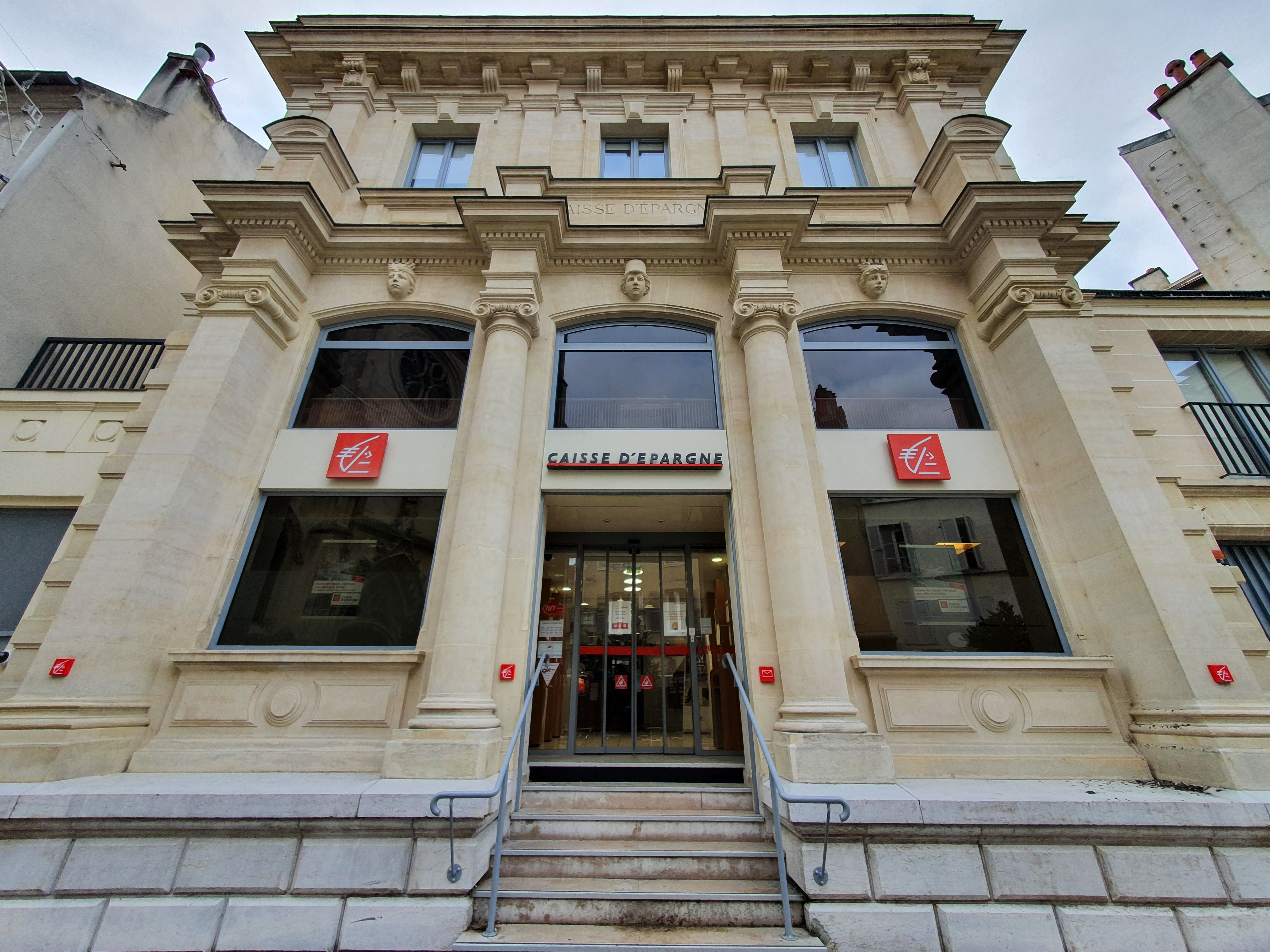
Entrée principale
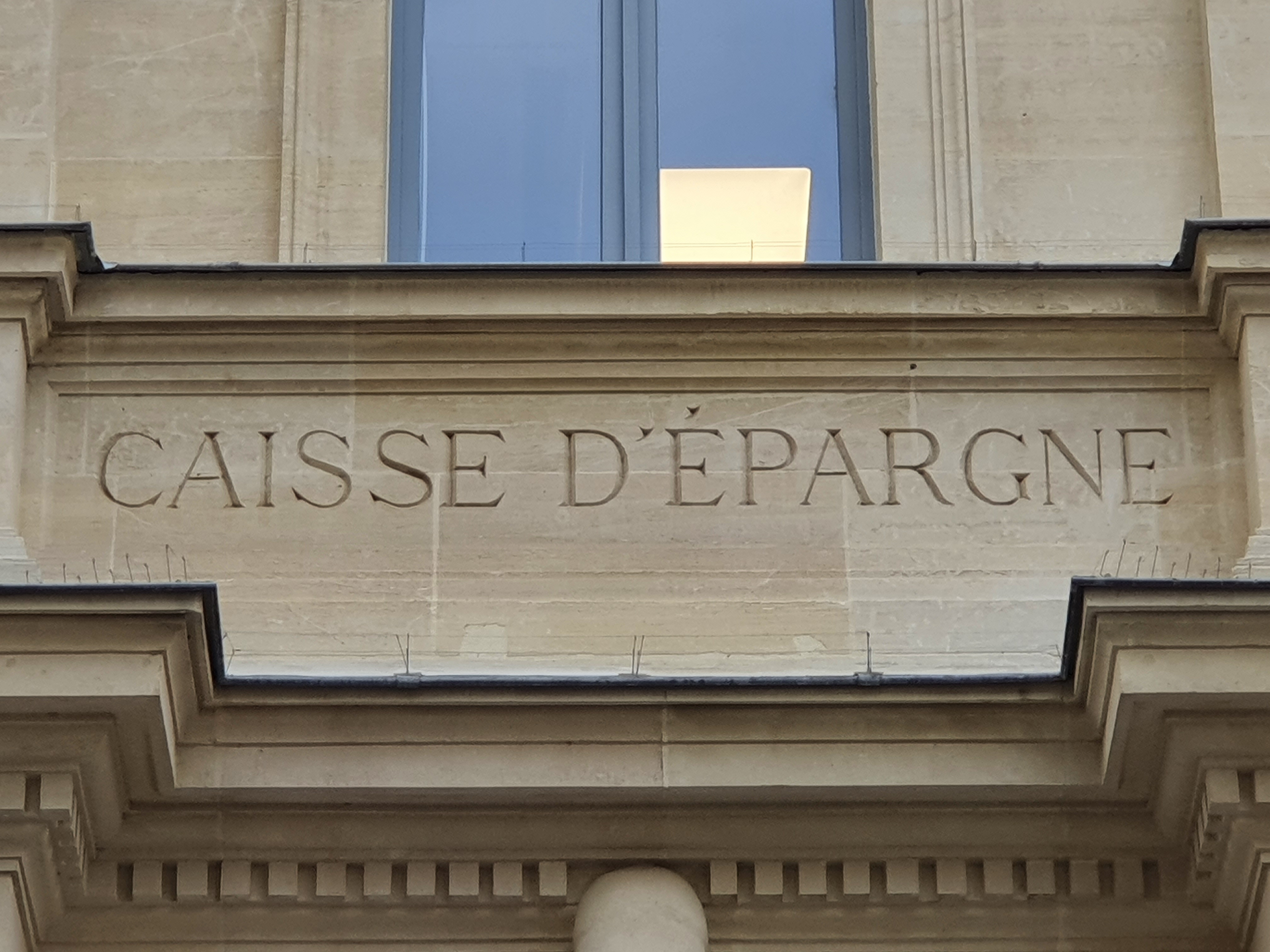
Inscription centrale
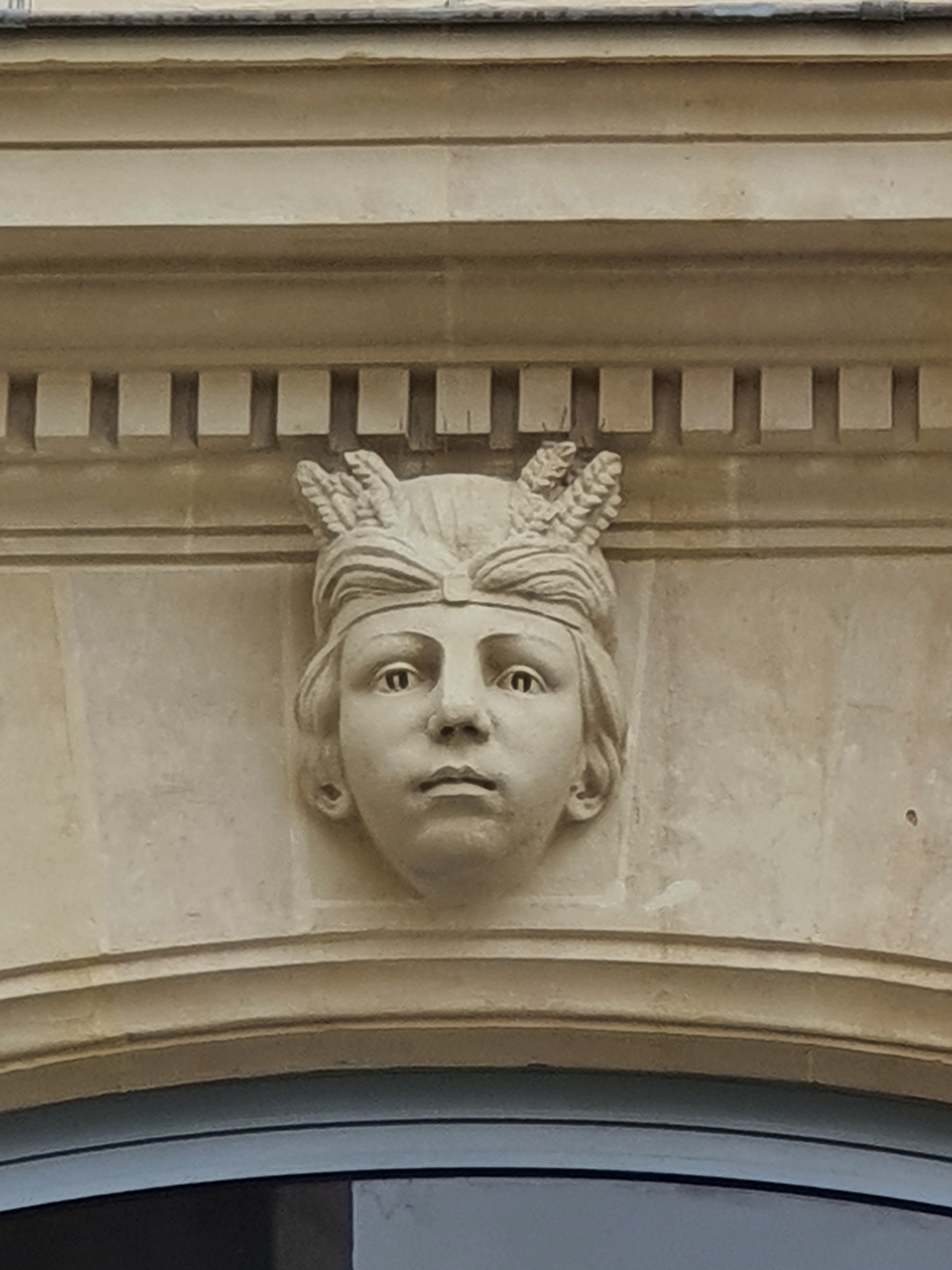
Mascaron de gauche
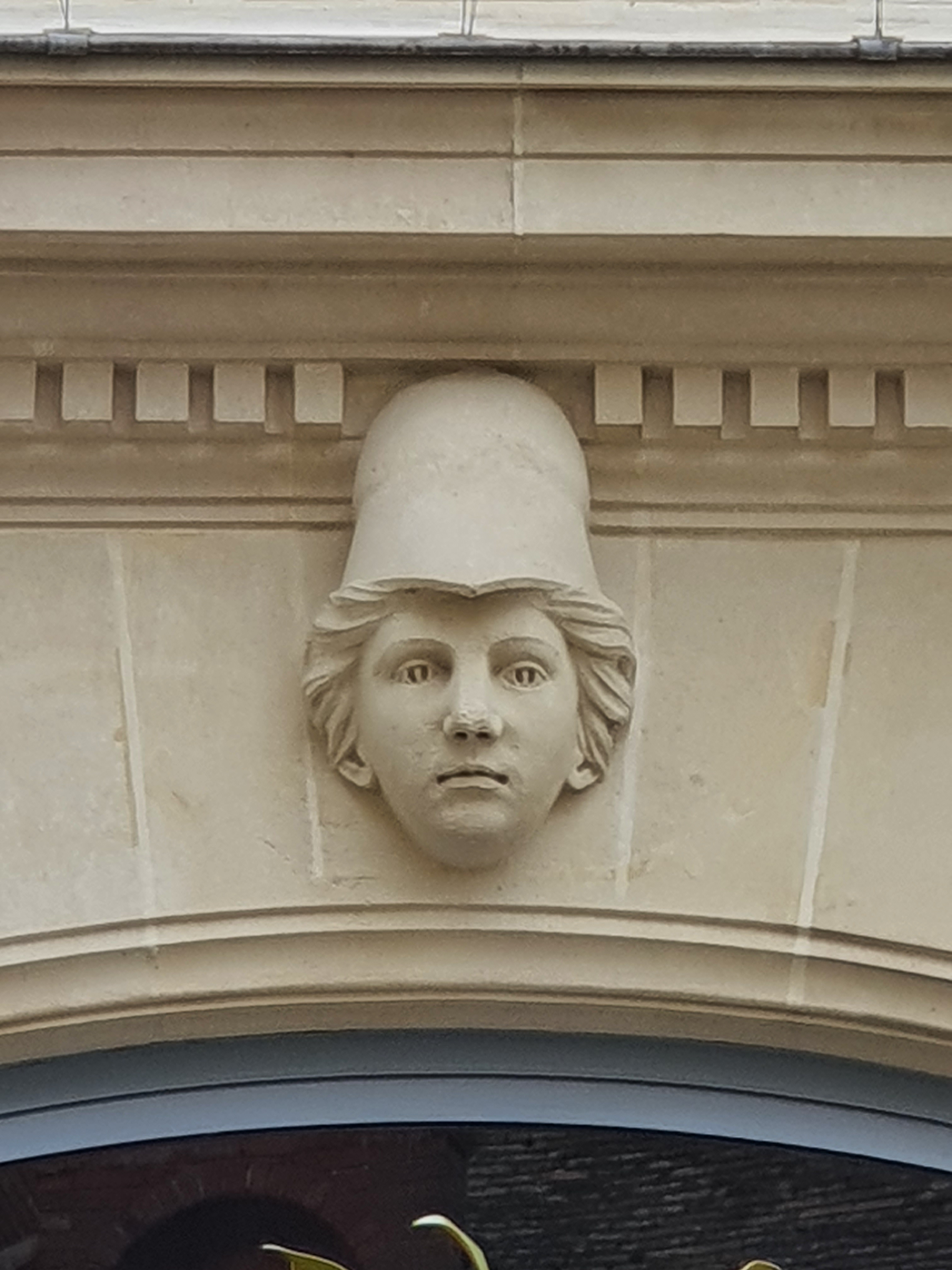
Mascaron du centre
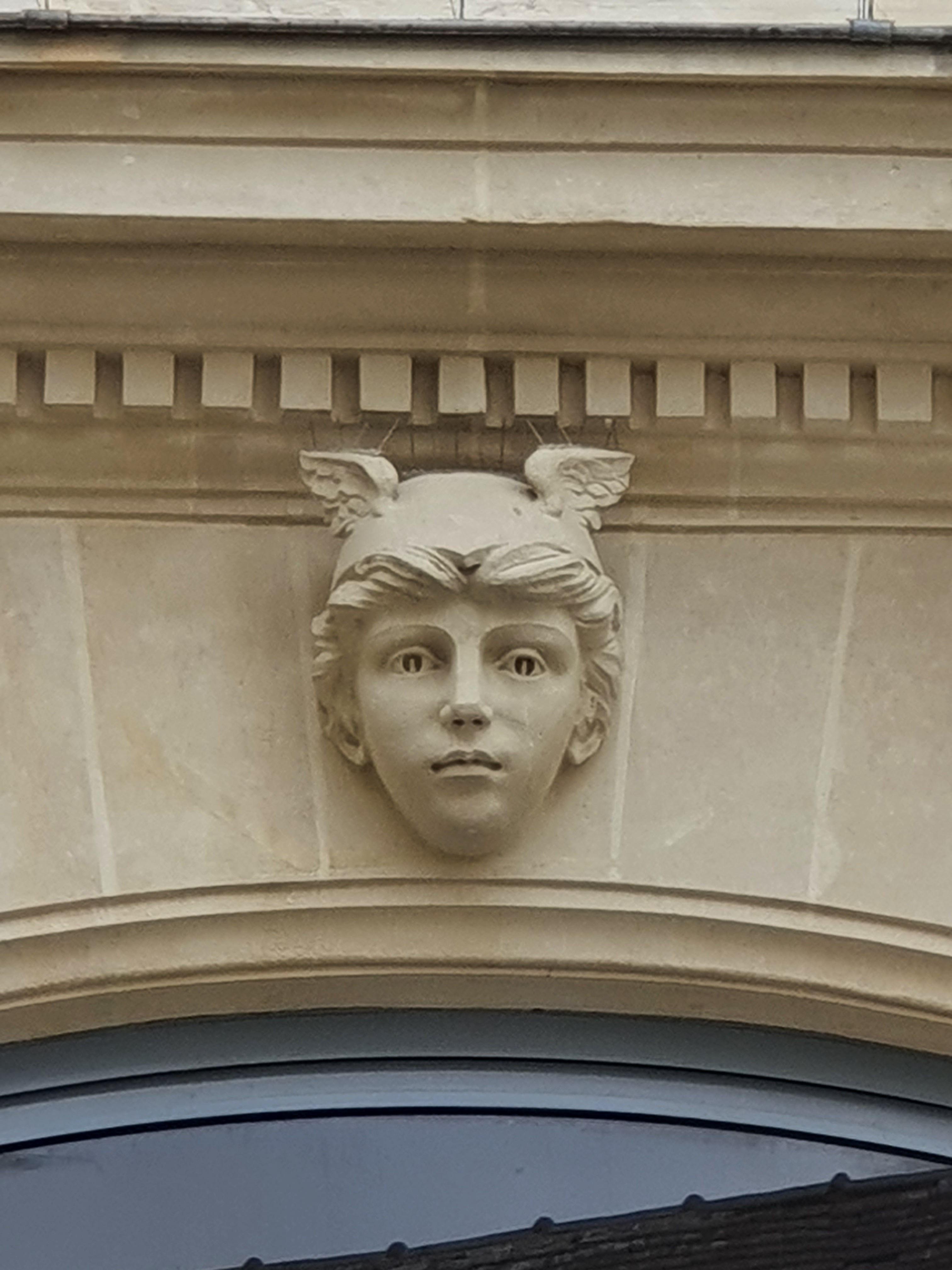
Mascaron de droite

## Statut patrimonial et juridique
Le bâtiment fait l'objet d'un recensement dans l'Inventaire général du patrimoine culturel, en tant que propriété d'un établissement public. L'enquête ou le dernier récolement est effectué en 2002,.